# Pierre du Vert-Galant
Pour les articles homonymes, voir Vert galant.
La Pierre du Vert-Galant  appelée également Pierre du Ver-Valland est un dolmen situé à Tavers, dans le département Loiret en France.

## Caractéristiques
La pierre du Vert-Galant est un dolmen isolé. Il a été classé comme monument historique par arrêté du 14 décembre 1948.

## Localisation
La pierre du Vert-Galant est située sur le territoire de la commune de Tavers, dans le Loiret, à environ 4 kilomètres au nord-ouest du centre de la commune, dans le hameau de la Croterie. 